# Tish Ambrose
Tish Ambrose (ur. 21 stycznia 1955 w Teksasie) – amerykańska aktorka pornograficzna.

## Życiorys

### Wczesne lata
Urodziła się w Teksasie. W szkole średniej była cheerleaderką i wzorową uczennicą. Ukończyła college o specjalizacji tanecznej z Bakalaureat. Brała udział w letnich przedstawieniach i uczestniczyła w kursach aktorskich.
W 1974 roku poznała legendarną ikonę porno Georginę Spelvin, kiedy grała w letnim widowisku w Maine i poznała kilku przyjaciół Spelvin z branży dla dorosłych. Jednak podjęła pracę jako gospodyni w barze i restauracji, gdzie w 1977 roku poznała Dave'a Ambrose, za którego wyszła za mąż w 1980. Wkrótce potem Ambrose odkryła, że David jest zagorzałym miłośnikiem porno. W 1978 roku Tish i David występowali „na żywo” na scenie.

### Kariera
W 1981 roku zaczęła występować w filmach porno. Była w obsadzie Cosmopolitan Girls (1982), Wanda Whips Wall Street (1982), In Love (1983), Corruption (1983), Private School Girls (1983) i Preppies (1984).
W późnych latach 80. rozwiodła się i jednocześnie wycofała się z branży rozrywki dla dorosłych.

## Nagrody i nominacje
| Rok  | Nagroda    | Kategoria                      | Film                                 |
| ---- | ---------- | ------------------------------ | ------------------------------------ |
| 1984 | XRCO Award | Najlepsza aktorka              | Every Woman Has a Fantasy (1984)     |
| 1984 | AFAA Award | Najlepsza aktorka              | Every Woman Has a Fantasy (1984)     |
| 1988 | AVN Award  | Najlepsza aktorka drugoplanowa | Firestorm II: The Angel Blade (1987) |